# Långaryd
Långaryd är en småort i Långaryds distrikt i Hylte kommun, Hallands län (Småland) och kyrkby i Långaryds socken. Långaryd ligger mindre än en kilometer sydost om Nyby. Mellan de båda orterna rinner Nissan. 

## Historia

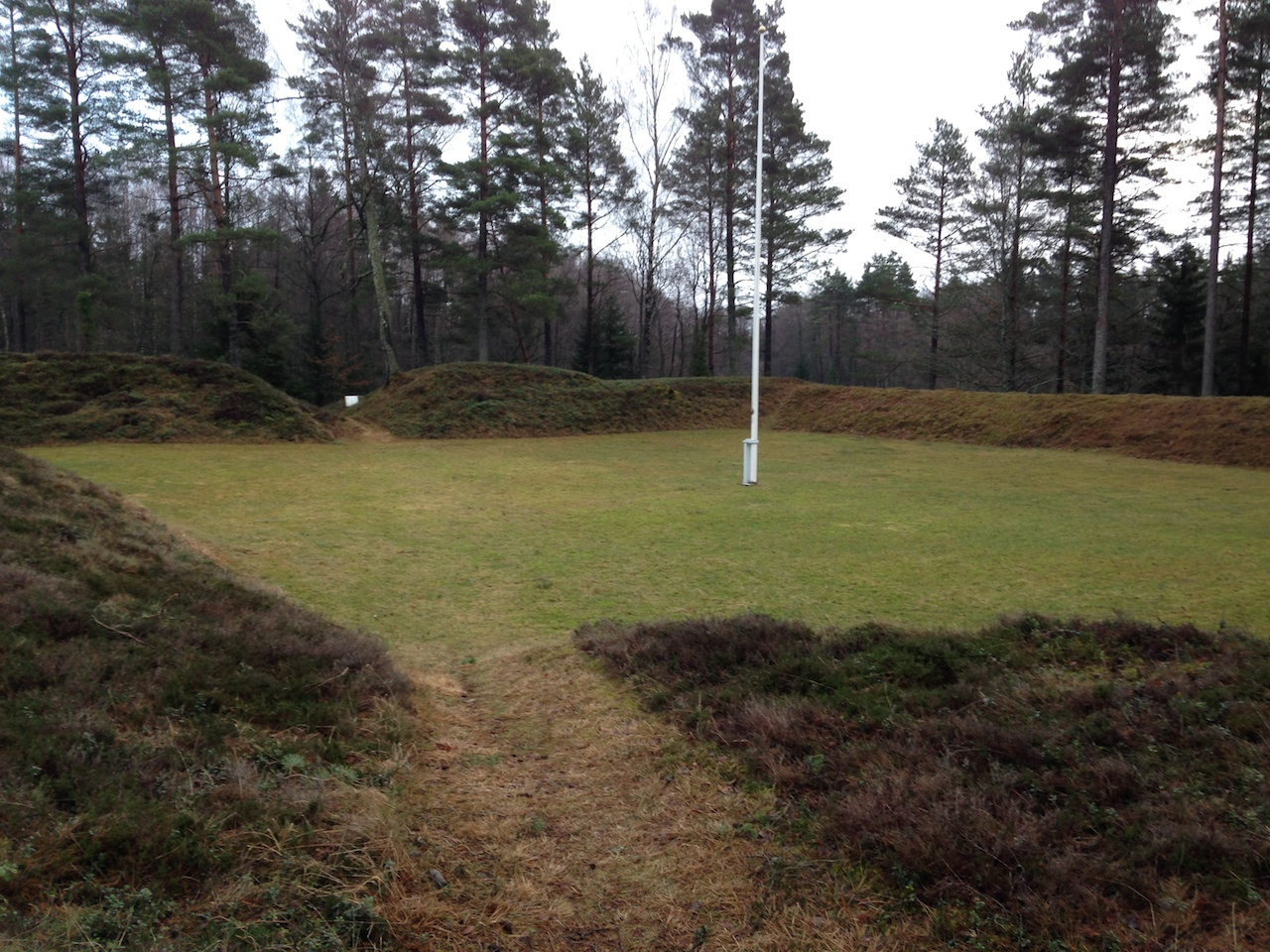
Nissaryds skans, Långaryds socken.

Längs Nissan var Långaryd en av de sista utposterna mot den tidigare danska gränsen. Området var därför vid flera tillfällen utsatt för krigshandlingar. På 1540-talet uppfördes en skans vid Nissaryd för att försöka stoppa danska invasioner och härjningar. Den är en 60 x 60 meter stor befästningsanläggning med en cirka 10 meter bred och 1,5-2 meter hög jordvall. Denna Nissaryds skans uppfördes under Gustav Vasas regering och förstärktes på 1640-talet på order av drottning Kristina. Efter freden i Roskilde kom skansen att spela ut sin militära roll men vårdas som ett minnesmärke.
I Nissaryd fanns gästgivargård fram till 1880-talet och därefter skjutsstation till 1913. Långaryds marknad var en känd företeelse mellan åren 1770 - 1947. Långaryds hembygdsförening bildades 1938. 1964 startades Norra Långaryds hembygdsförening.

## Samhället
Här finns Långaryds kyrka och ålderdomshemmet Höstro.